# José Félix Ribas (Guárico)
Pour les articles homonymes, voir Ribas.
José Félix Ribas est l'une des quinze municipalités de l'État de Guárico au Venezuela. Son chef-lieu est Tucupido. En 2011, la population s'élève à 38 408 habitants.

## Géographie

### Subdivisions
La municipalité est divisée en deux paroisses civiles avec, chacune à sa tête, une capitale (entre parenthèses) :
- San Rafael de Laya (San Rafael de Laya) ;
- Tucupido (Tucupido).